# مردم هوسه
مردم هوسه (به زبان هوسه برای مفرد: Bahaushe (مذکر)، Bahaushiya (مونث)؛ جمع: Hausawa و عمومی: Hausa) بزرگ‌ترین گروه قومی در آفریقای سیاه هستند که به زبان هوسه، دومین زبان آفروآسیایی پرگویشور پس از عربی، سخن می‌گویند. مردم هوسه قومی گوناگون اما از نظر فرهنگی همگن هستند که بیشتر در ساحل صحرا و گرم‌دشت‌های پراکنده جنوب نیجر و شمال نیجریه می‌زیند و شمار آن‌ها به بیش از ۷۰ میلیون نفر می‌رسد. این مردم در بنین، کامرون، ساحل عاج، چاد، سودان، جمهوری آفریقای مرکزی، جمهوری کنگو، توگو، غنا، اریتره، گینه استوایی، گابن، سنگال و گامبیا نیز به صورت بومی یافت می‌شوند.

## پراکندگی جمعیتی
جدول زیر پراکندگی جمعیت مردم هوسه را بر پایه کشور نشان می‌دهد:
| کشور          | جمعیت      |
| ------------- | ---------- |
| نیجریه        | ۵۵٬۷۵۰٬۰۰۰ |
| نیجر          | ۱۰٬۹۵۶٬۰۰۰ |
| ساحل عاج      | ۱٬۰۳۵٬۰۰۰  |
| بنین          | ۱٬۰۲۸٬۰۰۰  |
| سودان         | ۹۱۹٬۰۰۰    |
| کامرون        | ۴۰۰٬۰۰۰    |
| چاد           | ۲۸۷٬۰۰۰    |
| غنا           | ۲۸۱٬۰۰۰    |
| آفریقای مرکزی | ۳۳٬۰۰۰     |
| اریتره        | ۳۰٬۰۰۰     |
| گینه استوایی  | ۲۶٬۰۰۰     |
| توگو          | ۲۱٬۰۰۰     |
| کنگو          | ۱۲٬۰۰۰     |
| گابن          | ۱۲٬۰۰۰     |
| الجزایر       | ۱۱٬۰۰۰     |
| گامبیا        | ۱۰٬۰۰۰     |

## نگارخانه

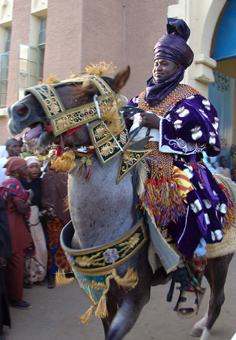
مردی با پوشش بومی هوسه
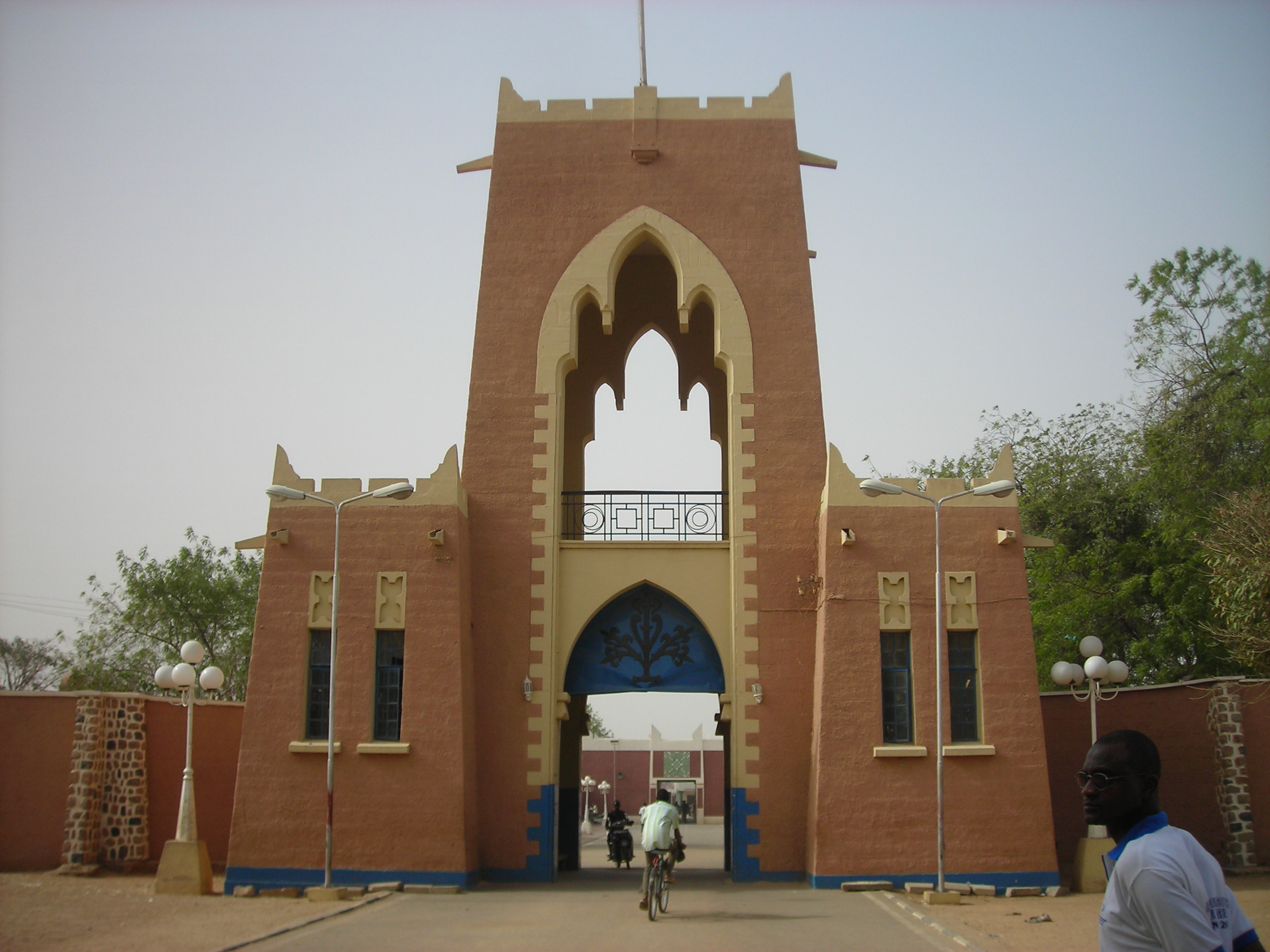
معماری هوسه
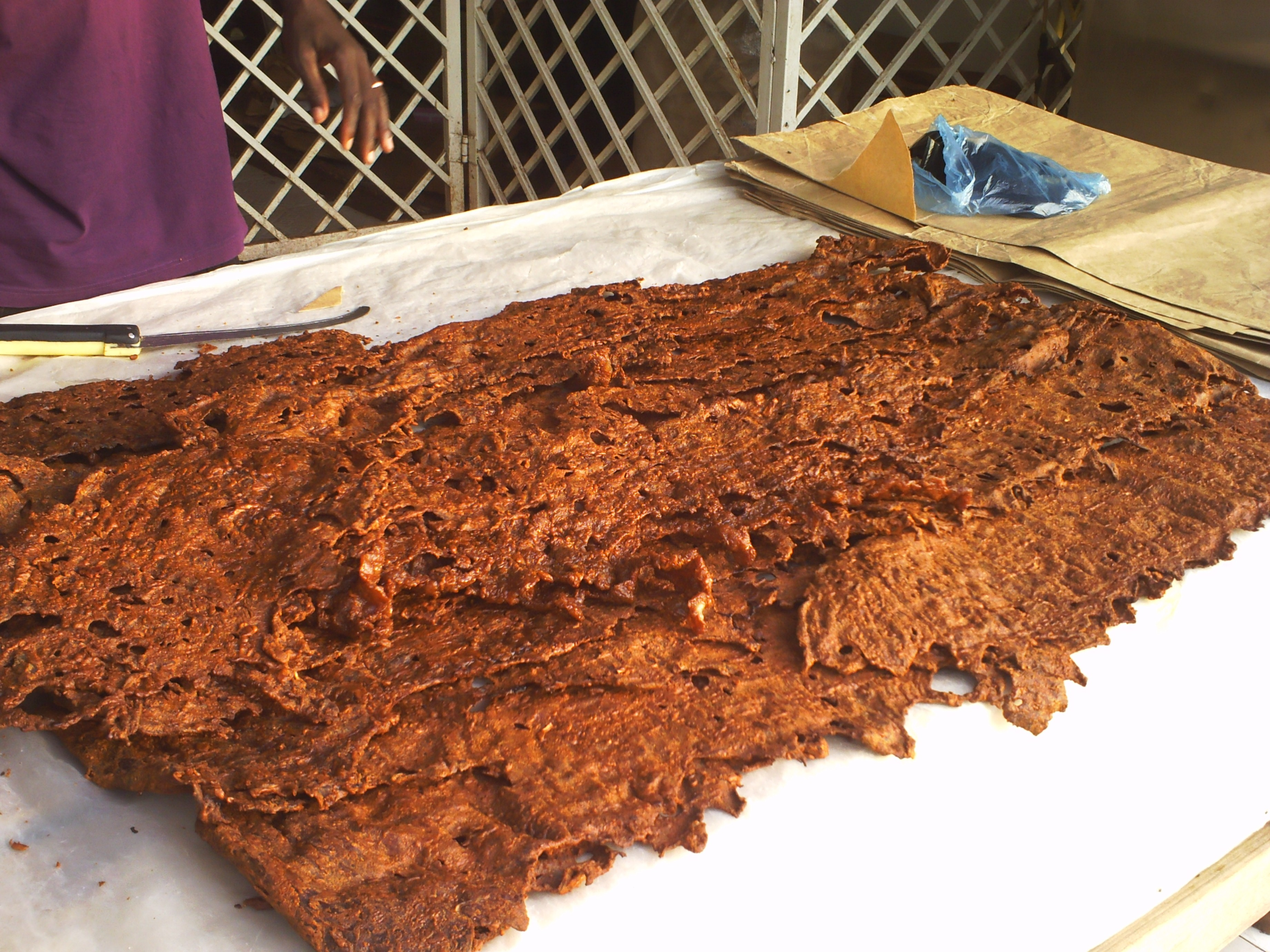
کیلیشی، از غذاهای مردم هوسه
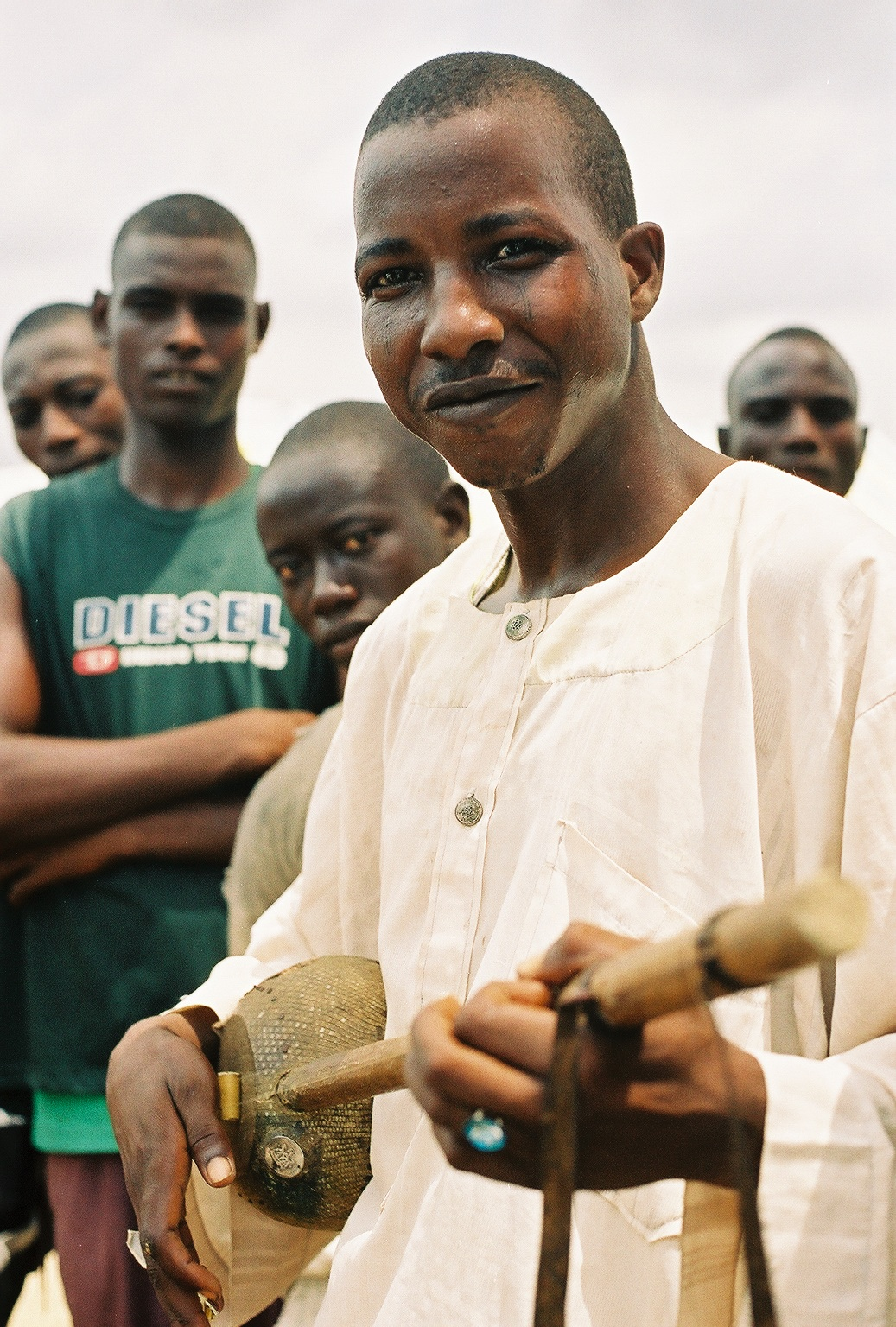
نوازنده موسیقی محلی هوسه